# Cúp quốc gia Scotland 1959–60
 Cúp quốc gia Scotland 1959–60 là mùa giải thứ 75 của giải đấu bóng đá loại trực tiếp uy tín nhất Scotland. Chức vô địch thuộc về Rangers khi đánh bại Kilmarnock trong trận Chung kết.

## Vòng Một
| Đội nhà              | Tỉ số  | Đội khách           |
| -------------------- | ------ | ------------------- |
| Aberdeen             | 0 – 0  | Brechin City        |
| Albion Rovers        | 2 – 1  | Tarff Rovers        |
| Berwick Rangers      | 1 – 3  | Rangers             |
| Clyde                | 2 – 0  | Third Lanark        |
| Dunfermline Athletic | 1 – 1  | St Johnstone        |
| East Fife            | 0 – 2  | Partick Thistle     |
| Keith                | 3 – 0  | Hamilton Academical |
| Kilmarnock           | 5 – 0  | Stranraer           |
| Greenock Morton      | 0 – 1  | East Stirlingshire  |
| Queen of the South   | 2 – 1  | Dumbarton           |
| Queen's Park         | 2 – 0  | Raith Rovers        |
| St Mirren            | 15 – 0 | Glasgow University  |
| Stenhousemuir        | 2 – 0  | Rothes              |

### Đá lại
| Đội nhà      | Tỉ số | Đội khách            |
| ------------ | ----- | -------------------- |
| Brechin City | 3 – 6 | Aberdeen             |
| St Johnstone | 1 – 4 | Dunfermline Athletic |

## Vòng Hai
| Đội nhà              | Tỉ số | Đội khách            |
| -------------------- | ----- | -------------------- |
| Hibernian            | 3 – 0 | Dundee               |
| Hearts               | 1 – 1 | Kilmarnock           |
| Peebles Rovers       | 1 – 6 | Ayr United           |
| Aberdeen             | 0 – 2 | Clyde                |
| Alloa Athletic       | 1 – 5 | Airdrieonians        |
| Cowdenbeath          | 1 – 0 | Falkirk              |
| Dundee United        | 2 – 2 | Partick Thistle      |
| Dunfermline Athletic | 2 – 3 | Stenhousemuir        |
| East Stirlingshire   | 2 – 2 | Inverness Caledonian |
| Elgin City           | 5 – 1 | Forfar Athletic      |
| Eyemouth United      | 1 – 0 | Albion Rovers        |
| Montrose             | 2 – 2 | Queen's Park         |
| Motherwell           | 6 – 0 | Keith                |
| Rangers              | 2 – 0 | Arbroath             |
| St Mirren            | 1 – 1 | Celtic               |
| Stirling Albion      | 3 – 3 | Queen of the South   |

### Đá lại
| Đội nhà              | Tỉ số | Đội khách          |
| -------------------- | ----- | ------------------ |
| Queen's Park         | 1 – 1 | Montrose           |
| Inverness Caledonian | 1 – 4 | East Stirlingshire |
| Celtic               | 4 – 4 | St Mirren          |
| Kilmarnock           | 2 – 1 | Hearts             |
| Partick Thistle      | 4 – 1 | Dundee United      |
| Queen of the South   | 5 – 1 | Stirling Albion    |

#### Đá lại lần 2
| Đội nhà      | Tỉ số | Đội khách |
| ------------ | ----- | --------- |
| Queen's Park | 2 – 1 | Montrose  |
| Celtic       | 5 – 2 | St Mirren |

## Vòng Ba
| Đội nhà            | Tỉ số | Đội khách          |
| ------------------ | ----- | ------------------ |
| Clyde              | 6 – 0 | Queen's Park       |
| East Stirlingshire | 0 – 3 | Hibernian          |
| Elgin City         | 1 – 2 | Celtic             |
| Ayr United         | 4 – 2 | Airdrieonians      |
| Eyemouth United    | 3 – 0 | Cowdenbeath        |
| Kilmarnock         | 2 – 0 | Motherwell         |
| Partick Thistle    | 3 – 2 | Queen of the South |
| Stenhousemuir      | 0 – 3 | Rangers            |

## Tứ kết
| Đội nhà         | Tỉ số | Đội khách       |
| --------------- | ----- | --------------- |
| Ayr United      | 0 – 2 | Clyde           |
| Celtic          | 2 – 0 | Partick Thistle |
| Eyemouth United | 1 – 2 | Kilmarnock      |
| Rangers         | 3 – 2 | Hibernian       |

## Bán kết
| Kilmarnock | v | Clyde |
| ---------- | - | ----- |
|            |   |       |

| Rangers | v | Celtic |
| ------- | - | ------ |
|         |   |        |

### Đá lại
| Rangers                           | v | Celtic      |
| --------------------------------- | - | ----------- |
| Davie Wilson (2) Jimmy Millar (2) |   | Neil Mochan |

## Chung kết
| Rangers          | v | Kilmarnock |
| ---------------- | - | ---------- |
| Jimmy Millar (2) |   |            |

### Đội bóng
| RANGERS:         |                  |
|                  |                  |
| GK               | George Niven     |
| RB               | Eric Caldow      |
| LB               | John Little      |
| RH               | Ian McColl       |
| CH               | Bill Paterson    |
| LH               | Willie Stevenson |
| RW               | Alex Scott       |
| IR               | Ian McMillan     |
| CF               | Jimmy Millar     |
| IL               | Sammy Baird      |
| LW               | Davie Wilson     |
| Huấn luyện viên: |                  |
| Scot Symon       |                  |

| KILMARNOCK:      |                 |
|                  |                 |
| GK               | Jimmy Brown     |
| RB               | Jim Richmond    |
| LB               | Matt Watson     |
| RH               | Frank Beattie   |
| CH               | Willie Toner    |
| LH               | Bobby Kennedy   |
| RW               | Jim Stewart     |
| IR               | Jackie McInally |
| CF               | Andy Kerr       |
| IL               | Bertie Black    |
| LW               | Billy Muir      |
| Huấn luyện viên: |                 |
| Willie Waddell   |                 |